# Plana (Sjenica)
Pour les articles homonymes, voir Plana.
Plana (en serbe cyrillique : Плана) est un village de Serbie situé dans la municipalité de Sjenica, district de Zlatibor. Au recensement de 2011, il comptait 20 habitants.

## Démographie
| 1948 | 1953 | 1961 | 1971 | 1981 | 1991 | 2002 | 2011 |
| ---- | ---- | ---- | ---- | ---- | ---- | ---- | ---- |
| 62   | 66   | 82   | 72   | 58   | 47   | 37   | 20   |

|  |